# Albano Michiel

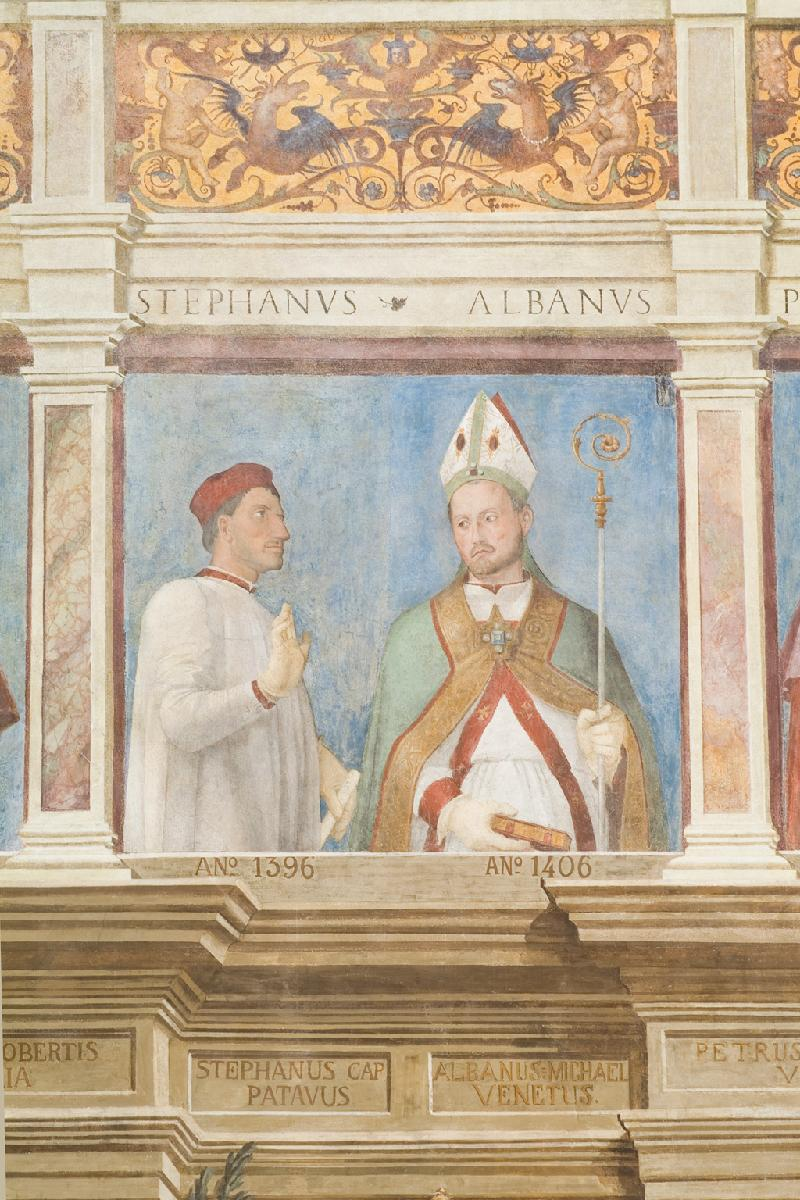
Rechts: Albano Michiel. Links: zijn voorganger Stephanus van Carrara. Fresco uit het bisschoppelijk paleis van Padua, Italië

Albano Michiel (republiek Venetië, 14e eeuw – Padua, 1409) was Italiaans aartsbisschop van Corfu (1392-1406) en bisschop van Padua (1406-1409) met de persoonlijke titel van aartsbisschop. Beide bisdommen lagen in de republiek Venetië. Hij was de eerste Venetiaan die de bisschopszetel van Padua innam nadat de Venetianen het Huis Carrara hadden verjaagd en de stadstaat Padua geannexeerd (1405).

## Naam
Zijn naam in het Venetiaans was Michiel en in het Italiaans Micheli.

## Levensloop
De familie Michiel was een van de patriciërsfamilies in de stad Venetië, hoofdstad van de republiek. Albano Michiel was commendatair abt van de benedictijnenabdij San Nicolò di Lido in de Lagune van Venetië, en dit sinds het eind van de 14e eeuw. 
Michiel combineerde de titel van abt met de aartsbisschoppelijke troon van Corfu (vanaf 1392). Het Griekse eiland Corfu maakte deel uit van het Venetiaanse zeerijk. Na de Venetiaanse verovering van Padua was Stephanus van Carrara gevlucht. Stephanus was een edelman uit het tot dan regerende Huis Carrara en bisschop van Padua. Stephanus verbleef in het gastenverblijf van paus Innocentius VII. 
Diezelfde paus Innocentius VII transfereerde Michiel van Corfu naar Padua (1406). Als bisschop van Padua mocht Michiel zijn titel van aartsbisschop behouden. Hij stierf er in 1409.